# Шелли, Перси Флоренс
Сэр Перси Флоренс Шелли (англ. Percy Florence Shelley), 3-й баронет Шелли из Кесл-Горинг (12 ноября 1819 — 5 декабря 1889) — сын писательницы Мэри Шелли и поэта Перси Биш Шелли. Единственный ребёнок Мэри Шелли, который не умер в младенчестве. Его второе имя, Флоренс, вероятно, предложенное подругой отца Софией Стейси, происходит от места его рождения — Флоренции.

## Биография

### Ранние годы
Перси Флоренс был четвёртым ребёнком в семье Мэри Шелли. Его старшие сёстры умерли, не дожив до года, а брат скончался в возрасте трёх лет. В 1822 году у Мэри случился выкидыш. Таким образом, Перси Флоренс остался единственным ребёнком своей матери (у отца оставались дочь и сын от первого брака).
В раннем детстве он провёл несколько лет в Италии, где проживали его родители. После того, как отец Флоренса в 1822 году утонул под Ливорно, мать мальчика решила вернуться с сыном в Англию. Мэри Шелли никогда не вступала в повторный брак.
Флоренс пошёл в школу Харроу в 1832 году. А в октябре 1837 года он поступил в Тринити-колледж в Кембридже.

### Взрослая жизнь
В 1844 году Перси Флоренс Шелли унаследовал баронетство после смерти своего деда. Молодой человек стал 3-м баронетом в Замка Горинга (Суссекс). В 1845 году он был избран в Королевский яхт-клуб Темзы.
22 июня 1848 года Флоренс женился на Джейн Гибсон, одной из девяти внебрачных детей Томаса Гибсона, богатого ньюкаслского банкира, от Энн Шевилл. Причём к этому времени Джейн была вдовой Чарльза Роберта, сына 3-го виконта Болингброка и Сент-Джона. Соответственно, она была виконтессой Болингборка и баронессой Хомпеш.
У пары не было своих детей, но они усыновили племянницу Джейн, Бесси Флоренс Гибсон. Позднее Бесси Гибсон вышла замуж за подполковника Леопольда Джеймса Йорка Кэмпбелла Скарлетта (внук 1-го барона Абинджера) и стала матерью Шелли, Роберта и Хью Скарлетт, 5-го, 6-го и 7-го баронов Абингера соответственно.
В 1865 году Флоренс был назначен верховным шерифом Суссекса. Он появился в сатирической рубрике «Человек дня» в журнале Vanity Fair в 1879 году. Журналисты называли его «Сыном поэта», а карикатурист изобразил похожим на обезьяну. Подпись гласила: «Несмотря на внешний вид, он восхищается яхтингом, а также частными театральными постановками и даже сейчас занимается строительством театра для артистов-любителей. Он джентльмен». Флоренс действительно реконструировал один дом в Челси под театр.
По данным Yachting World Флоренс был членом престижной Королевской яхтенной эскадры в Каусе на острове Уайт.

### Последние годы
Последние годы Флоренс жил уединённо. Он умер в 1889 году и был похоронен в семейном склепе около церкви Святого Петра в Борнмуте. Здесь же находилось захоронение его отца. Кроме того, в склепе покоились останки бабушки и дедушки Флоренса по материнской линии: Мэри Уолстонкрафт и Уильяма Годвина.
Баронетство Перси Флоренса Шелли перешло к его двоюродному брату Эдварду Шелли (1827—1890).

## Память
30 июня 1985 года Борнмутский городской совет установил памятную табличку в честь Перси Флоренса Шелли у входа в его бывший дом.